# Tuokimainen Mikkelijärvi
Tuokimainen Mikkelijärvi är en sjö i Kiruna kommun i Lappland och ingår i Torneälvens huvudavrinningsområde. Sjöns area är 0,036 kvadratkilometer och den befinner sig 333 meter över havet.